# Wolfgang Stegmüller
Wolfgang Stegmüller (født 3. juni 1923 i Natters, Tyrol, død 1. juni 1991 i München) var en tysk-østrigsk filosof der ydede betydelige bidrag til videnskabsteori og den analytiske filosofi, som han bidrog med at introducere til et tysktalende publikum med sin Hauptströmungen der Gegenwartsphilosophie ("Hovedstrømninger i samtidens filosofi", 1952ff)
Arbejdsområder
Stegmüller bidrog betragteligt til udbredelsen af den analytiske filosofi og videnskabsteorien i det tysksprogede område. Allerede i sin tiltrædelsesforelæsning anførte han de fire problemer for erkendelsesteorien, "vier Probleme der Erkenntnistheorie", som også senere skulle blive centrale punkter i hans arbejde.
- Induktionsproblemet
- Erfaringens grundlæggende problem (ty. "Basisproblem der Erfahrung")
- Problemet med teoretiske begreber (ty. "Problem der theoretischen Begriffe")
- Problemet med den videnskabelige redegørelse (ty. "Problem der wissenschaftlichen Erklärung")

## Værker (udvalg)
- Hauptströmungen der Gegenwartsphilosophie, Bd I-IV, Kröner, 7. Auflage (1989), ISBN 3-520-30807-X
- Unvollständigkeit und Unentscheidbarkeit, 1959
- Das Wahrheitsproblem und die Idee der Semantik, 1957
- Einheit und Problematik der wissenschaftlichen Welterkenntnis, 1967
- Metaphysik-Skepsis-Wissenschaft,1969
- Probleme und Resultate der Wissenschafttheorie und Analytischen Philosophie
  - Band I, Erklärung-Begründung-Kausalität, 1983
  - Band II, Theorie und Erfahrung, 1974
    - 1. Teilband: Theorie und Erfahrung, 1974
    - 2. Teilband: Theorienstrukturen und Theoriendynamik, 1985
    - 3. Teilband: Die Entwicklung des neuen Strukturalismus seit 1973, 1986

  - Band III, Strukturtypen der Logik,1984
  - Band IV, Personelle und statistische Wahrscheinlichkeit, 1973
    - 1. Halbband: Personelle Wahrscheinlichkeit und rationale Entscheidung, 1973
    - 2. Halbband: Statistisches Schließen – Statistische Begründung – Statistische Analyse, 1973
- The Structuralists View of Theories, 1979
- Das Problem der Induktion: Humes Herausforderung und moderne Antworten,
- Philosophy of economics, 1982
- Aufsätze zur Wissenschaftstheorie, 1980
- Rationale Rekonstruktion von Wissenschaft und ihrem Wandel
- Kripkes Deutung der Spätphilosophie Wittgensteins. Kommentarversuch über einen versuchten Kommentar. 1986